# Meg Tilly
Meg Tilly, właśc. Margaret E. Chan (ur. 14 lutego 1960 w Long Beach) – amerykańska aktorka filmowa i teatralna, tancerka oraz baletnica. Jest córką Amerykanina chińskiego pochodzenia i Kanadyjki mieszkającej w Stanach Zjednoczonych, a także siostrą Jennifer Tilly, również aktorki.
Meg ukończyła Connecticut Ballet Company i Throne Dance Theatre. Zajmowała się baletem (występowała w balecie nowojorskim), a później aktorstwem. W 1980 roku debiutowała na ekranie w musicalu Alana Parkera pt. Sława. W 1985 była nominowana do Oscara za rolę Siostry Agnes w filmie Jagnię Boże Normana Jewisona. Występowała w teatrze broadwayowskim. Jest autorką powieści Singing Songs. Ma syna Willa (ur. 1990) ze związku z Colinem Firthem. Mieszka w Toronto, Kanada.

## Filmografia
- 1980 Sława – tancerka
- 1981–1987 Posterunek przy Hill Street – prostytutka (gościnnie)
- 1981 The Trouble with Grandpa
- 1982 Tex – Jamie Collins
- 1983 Wielki chłód – Chloe
- 1983 One Dark Night – Julie
- 1983 Psychoza 2 – Mary Samuels/Mary Loomis
- 1984 Impuls – Jennifer
- 1985 Tajemnica klasztoru Marii Magdaleny – Siostra Agnes
- 1986 Nie do taktu – Rachel Wareham
- 1988 Dziewczyna na huśtawce – Karin
- 1988 Maskarada – Olivia Lawrence
- 1989–1996 Droga do Avonlea – Evelyn Grier (gościnnie)
- 1989 Valmont – Madame de Tourvel
- 1990 Carmilla – Carmilla
- 1990 Dla dobra dziecka – Jennifer Colton
- 1990 Dwóch Jake’ów – Kitty Berman
- 1992 Zostawić normalność – Marianne Johnson
- 1993–1995 Upadłe anioły – Lois Weldon (gościnnie)
- 1993 Porywacze ciał – Carol Malone
- 1994 Dwoje czyli troje – Sarah
- 1994 Winnetka Road – George Grace
- 1994 Trick of the Eye – Faith Crowell
- 1995 Journey – Min

## Nagrody
- Złoty Glob Najlepsza aktorka drugoplanowa: 1986: Tajemnica klasztoru Marii Magdaleny